# Ancien cimetière de Vaasa
L'ancien cimetière de Vaasa (finnois : Vaasan vanha hautausmaa) est un cimetière du quartier de Vöyrinkaupunki à Vaasa en Finlande,.

## Présentation
L'ancien cimetière est situé au nord-ouest de Vöyrinkaupunki et borde la plage d'Onkilahti et la route menant à Raippaluoto. 
Le cimetière soigneusement entretenu  compte de nombreux monuments anciens et des allées  bordées d'arbres.
Entourée d'un mur de granit, la zone des tombes des héros 
 blancs de 1918 a été inaugurée en 1920. 
La pierre tombale de 1921 des volontaires suédois est un sarcophage érigé sur un monticule par l'architecte suédois Harald Wadsjö. 
Il est situé au bout de l'allée menant de la porte principale du cimetière. 
Le mémorial aux héros de la Seconde Guerre mondiale  a été réalisée par Armas Tirronen en 1953. 
Parmi les tombes des héros se trouve une pierre commémorative des défunts enterrés en Carélie érigée en 1962.

## Histoire
Le vieux cimetière de Vaasa est conçu par l'ingénieur municipal A.F. Berger en 1862 et inauguré en 1864. 
Il a été placé en dehors de la zone urbaine, une pratique qui est devenue plus courante après l'ordonnance sur les soins de santé de 1879. 
Le cimetière a été agrandi en 1895 selon un plan établi par l'architecte paysagiste Ossi Lundén. 
Des rangées uniformes d'arbres ont été plantées le long des allées centrales.
La direction des musées de Finlande a classé le cimetière parmi les sites culturels construits d'intérêt national en Finlande.